# Lista de vereadores de Fundão (Espírito Santo)

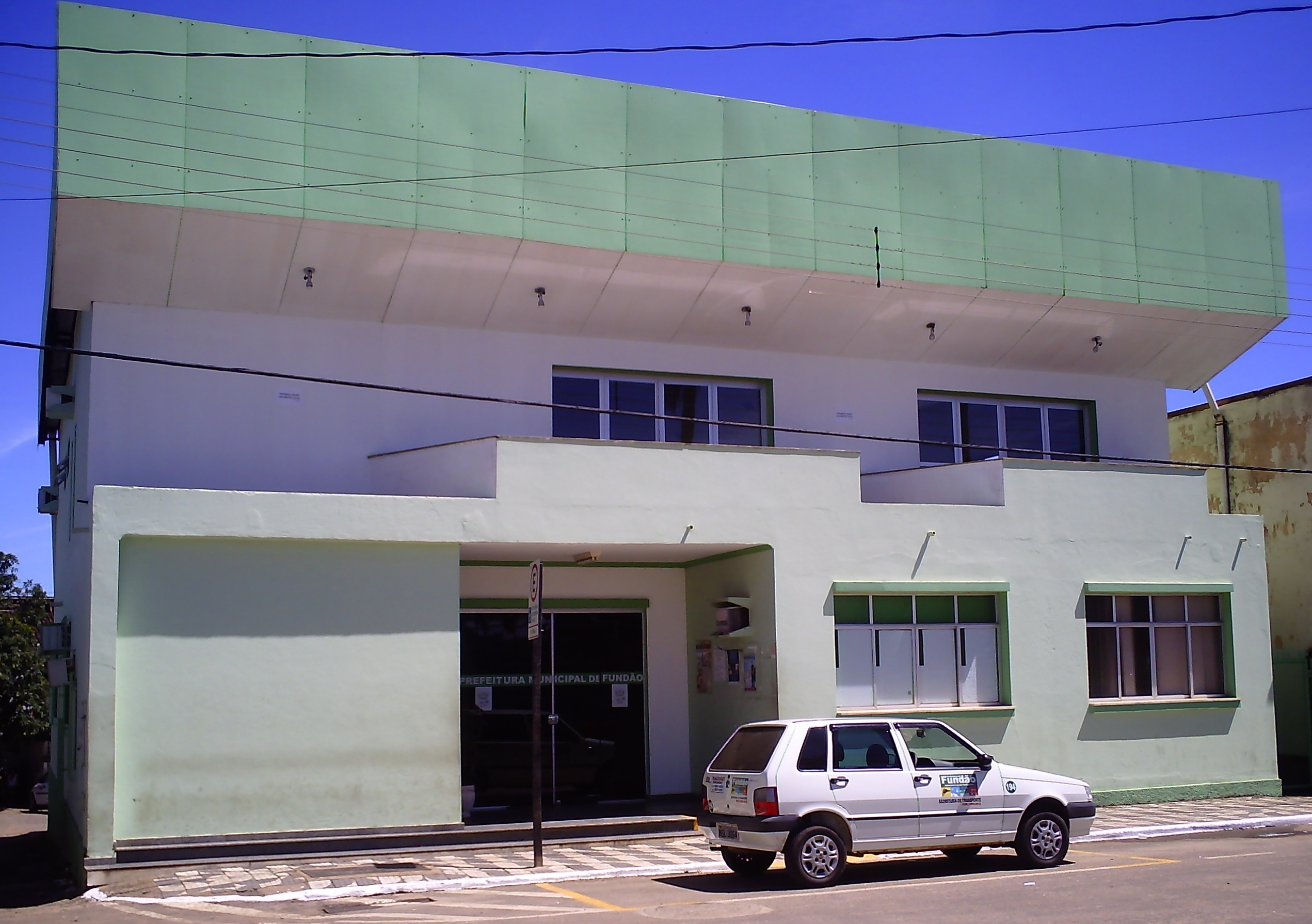
Prédio da Prefeitura e da Câmara Municipal de Fundão

Esta é a lista de vereadores de Fundão, município brasileiro do estado do Espírito Santo.
A Câmara Municipal de Fundão é formada por onze cadeiras. O prédio da Câmara chama-se Palácio Henrique Broseghini.
| Bege | Presidente da Câmara |
| Azul | Suplente             |

## 21ª legislatura (2025–2028)
Estes são os vereadores eleitos nas eleições de 6 de outubro de 2024, pelo período de 1° de janeiro de 2025 a 31 de dezembro de 2028:
|    | Nome                                                                       | Partido                              | Votos | Observações |
| -- | -------------------------------------------------------------------------- | ------------------------------------ | ----- | ----------- |
| 1  | Moisés Pereira de Almeida, Tenente Pereira (Galileia, 12.03.1969–)         | Partido Socialista Brasileiro (PSB)  | 673   | 1º mandato  |
| 2  | Marcos Fernando Moraes, Marquinhos (Fundão, 06.04.1961–)                   | Partido Socialista Brasileiro (PSDB) | 601   | 3º mandato  |
| 3  | Agnaldo Couto Miranda (Serra, 18.09.1968–)                                 | Democracia Cristã (DC)               | 446   | 1º mandato  |
| 4  | Marseandro Agostini Lima, Sandro Lima (João Neiva, 21.05.1973–)            | Partido Social Democrático (PSD)     | 386   | 3º mandato  |
| 5  | Leolino de Oliveira Costa Neto, Dr. Leo (Naque, 11.07.1963–)               | Democracia Cristã (DC)               | 366   | 2º mandato  |
| 6  | Paulo Roberto Cole, Paulinho Cole (Santa Leopoldina, 13.09.1965–)          | Republicanos                         | 352   | 2º mandato  |
| 7  | Ângela Maria Coutinho (Serra, 06.12.1961–)                                 | Partido Social Democrático (PSD)     | 319   | 3º mandato  |
| 8  | Romenique Borges Simões (Fundão, 17.03.1990–)                              | Podemos (PODE)                       | 309   | 2º mandato  |
| 9  | Vilcimar Corrêa (Colatina, 09.07.1965–21.12.2023)                          | Solidariedade                        | 297   | 4º mandato  |
| 10 | Ailton Nildério Pimentel, Xandoca (Serra, 09.12.1966–)                     | Podemos (PODE)                       | 276   | 1º mandato  |
| 4  | Sônia Lusia Neves Rodrigues Steins, Sônia Professora (Fundão, 07.02.1955–) | Partido Socialista Brasileiro (PSDB) | 268   | 3º mandato  |

## 20ª legislatura (2021–2024)
Estes são os vereadores eleitos nas eleições de 15 de novembro de 2020, pelo período de 1° de janeiro de 2021 a 31 de dezembro de 2024:
|    | Nome                                                                        | Partido                               | Votos | %    | Observações |
| -- | --------------------------------------------------------------------------- | ------------------------------------- | ----- | ---- | ----------- |
| 1  | Romenique Borges Simões (Fundão, 17.03.1990–)                               | Cidadania                             | 533   | 5,05 | 1º mandato  |
| 2  | Vilcimar Corrêa (Colatina, 09.07.1965–21.12.2023)                           | Partido Democrático Trabalhista (PDT) | 427   | 4,05 | 3º mandato  |
| 3  | Felix Tesch Francisco (Fundão, 05.08.1992–11.12.2023)                       | Republicanos                          | 424   | 4,02 | 1º mandato  |
| 4  | Sônia Lusia Neves Rodrigues Steins, Sônia Professora (Fundão, 07.02.1955–)  | Patriota (PATRI)                      | 418   | 3,96 | 2º mandato  |
| 5  | Paulo Roberto Cole, Paulinho Cole (Santa Leopoldina, 13.09.1965–)           | Cidadania                             | 389   | 3,69 | 1º mandato  |
| 6  | Eloizio Tadeu Rodrigues Fraga (Fundão, 19.04.1958–)                         | Partido Socialista Brasileiro (PSB)   | 381   | 3,61 | 8º mandato  |
| 7  | Aélcio Rodrigues Peixoto (Serra, 10.11.1986–)                               | Podemos (PODE)                        | 365   | 3,46 | 1º mandato  |
| 8  | Janilton Almeida de Carli (Fundão, 29.10.1963–)                             | Partido Socialista Brasileiro (PSB)   | 350   | 3,32 | 3º mandato  |
| 9  | Marseandro Agostini Lima, Sandro Lima (2021-2022) (João Neiva, 21.05.1973–) | Partido Social Democrático (PSD)      | 289   | 2,74 | 2º mandato  |
| 10 | Janderson Luiz Soares Paltrinieri (Fundão, 15.08.1980–)                     | Podemos (PODE)                        | 261   | 2,47 | 1º mandato  |
| 11 | Antônio Marcos Guilhermino, Negão do Bloco (Linhares, 02.08.1974–)          | Republicanos                          | 238   | 2,26 | 1º mandato  |

## 19ª legislatura (2017–2020)
Estes são os vereadores eleitos nas eleições de 2 de outubro de 2016, pelo período de 1° de janeiro de 2017 a 31 de dezembro de 2020:
|    | Nome                                                                       | Partido                                | Votos | %    | Observações |
| -- | -------------------------------------------------------------------------- | -------------------------------------- | ----- | ---- | ----------- |
| 1  | Ronaldo Broetto Scaquetti (Fundão, 29.08.1969–)                            | Partido Comunista do Brasil (PCdoB)    | 487   | 4,23 | 1º mandato  |
| 2  | Eloizio Tadeu Rodrigues Fraga (Fundão, 19.04.1958–)                        | Rede Sustentabilidade (REDE)           | 408   | 3,55 | 7º mandato  |
| 3  | Marseandro Agostini Lima, Sandro Lima (João Neiva, 21.05.1973–)            | Partido Ecológico Nacional (PEN)       | 404   | 3,51 | 1º mandato  |
| 4  | Janilton Almeida de Carli (Fundão, 29.10.1963–)                            | Partido Democrático Trabalhista (PDT)  | 394   | 3,42 | 2º mandato  |
| 5  | Elielton Rocha Nascimento (Vitória, 03.05.1988–)                           | Partido da Mobilização Nacional (PMN)  | 383   | 3,33 | 1º mandato  |
| 6  | Adeilson Minchio Broetto (João Neiva, 24.05.1985–)                         | Partido da Mobilização Nacional (PMN)  | 368   | 3,20 | 2º mandato  |
| 7  | Sônia Lusia Neves Rodrigues Steins, Sônia Professora (Fundão, 07.02.1955–) | Partido Republicano Progressista (PRP) | 360   | 3,13 | 1º mandato  |
| 8  | Flávio Xavier Alberto, Professor Flávio (Vitória, 01.03.1977–)             | Partido Republicano Progressista (PRP) | 350   | 3,04 | 1º mandato  |
| 9  | Ataídes Soares da Silva, Ataídes Mecânico (Vitória, 03.01.1977–)           | Partido Ecológico Nacional (PEN)       | 348   | 3,02 | 1º mandato  |
| 10 | Eleazar Ferreira Lopes (2017-2020) (Fundão, 12.06.1981–)                   | Partido Comunista do Brasil (PCdoB)    | 340   | 2,95 | 1º mandato  |
| 11 | Ângela Maria Coutinho Pereira (Fundão, 06.12.1961–)                        | Partido Verde (PV)                     | 338   | 2,94 | 2º mandato  |

## 18ª legislatura (2013–2016)
Estes são os vereadores eleitos nas eleições de 7 de outubro de 2012, pelo período de 1° de janeiro de 2013 a 31 de dezembro de 2016:
|    | Nome                                                                 | Partido                                            | Votos | %    | Observações |
| -- | -------------------------------------------------------------------- | -------------------------------------------------- | ----- | ---- | ----------- |
| 1  | Janilton Almeida de Carli (Fundão, 29.10.1963–)                      | Partido Democrático Trabalhista (PDT)              | 468   | 4,33 | 1º mandato  |
| 2  | Everaldo dos Santos (Vitória, 24.06.1970–)                           | Partido Socialista Brasileiro (PSB)                | 452   | 4,18 | 1º mandato  |
| 3  | Eloizio Tadeu Rodrigues Fraga (Fundão, 19.04.1958–)                  | Partido Social Democrático (PSD)                   | 334   | 3,09 | 6º mandato  |
| 4  | Marcos dos Santos, Marcos Sergipano' (Carira, 06.07.1970–)           | Partido Socialista Brasileiro (PSB)                | 328   | 3,04 | 1º mandato  |
| 5  | Ângela Maria Coutinho Pereira (Fundão, 06.12.1961–)                  | Democratas (DEM)                                   | 299   | 2,77 | 1º mandato  |
| 6  | Vilcimar Corrêa, Cimá Motorista (Colatina, 09.07.1965–)              | Democratas (DEM)                                   | 294   | 2,72 | 1º mandato  |
| 7  | Carlos Augusto Souto Pimentel, Neném Pimentel (Vitória, 02.06.1959–) | Partido Republicano Brasileiro (PRB)               | 268   | 2,48 | 4º mandato  |
| 8  | Adeilson Minchio Broetto (João Neiva, 24.05.1985–)                   | Partido da Mobilização Nacional (PMN)              | 258   | 2,39 | 1º mandato  |
| 9  | Luzia Rodrigues Patuzzo (Santa Leopoldina, 11.12.1957–)              | Partido do Movimento Democrático Brasileiro (PMDB) | 252   | 2,33 | 1º mandato  |
| 10 | Carlos Augusto Tofoli, Prói (Fundão, 13.03.1961–)                    | Partido da Mobilização Nacional (PMN)              | 228   | 2,11 | 4º mandato  |
| 11 | Edson Onofre, Edinho do PT (Colatina, 09.07.1965–)                   | Partido dos Trabalhadores (PT)                     | 207   | 1,92 | 3º mandato  |

## 17ª legislatura (2009–2012)
Estes são os vereadores eleitos nas eleições de 5 de outubro de 2008, pelo período de 1° de janeiro de 2009 a 31 de dezembro de 2012:
|   | Nome                                                                 | Partido                               | Votos | %    | Observações |
| - | -------------------------------------------------------------------- | ------------------------------------- | ----- | ---- | ----------- |
| 1 | José Adriano Rangel Ramos (Fundão, 28.08.1970–)                      | Partido da Mobilização Nacional (PMN) | 815   | 7,34 | 1º mandato  |
| 2 | Carlos Augusto Tofoli, Prói (Fundão, 13.03.1961–)                    | Partido da Mobilização Nacional (PMN) | 590   | 5,31 | 3º mandato  |
| 3 | Luiz Carlos Scaquetti (Santa Teresa, 15.08.1953–)                    | Partido Democrático Trabalhista (PDT) | 440   | 3,96 | 2º mandato  |
| 4 | Eloízio Tadeu Rodrigues Fraga (Fundão, 19.04.1958–)                  | Partido Republicano Brasileiro (PRB)  | 440   | 3,96 | 5º mandato  |
| 5 | Claydson Pimentel Rodrigues (Vitória, 19.03.1980–)                   | Partido Socialista Brasileiro (PSB)   | 420   | 3,78 | 2º mandato  |
| 6 | Carlos Augusto Souto Pimentel, Neném Pimentel (Vitória, 02.06.1959–) | Partido Republicano Brasileiro (PRB)  | 415   | 3,74 | 3º mandato  |
| 7 | Anderson Pedroni Gorza (2011-2012)                                   | Partido Comunista do Brasil (PCdoB)   | 377   | 3,39 | 1º mandato  |
| 8 | Stefano Henrique Broseghini (Fundão, 03.03.1959–)                    | Partido Democrático Trabalhista (PDT) | 374   | 3,37 | 1º mandato  |
| 9 | André Luiz Rangel Ribeiro (2009-2010) (Vitória, 02.08.1978–)         | Partido Social Cristão (PSC)          | 341   | 3,07 | 2º mandato  |

## 16ª legislatura (2005–2008)
Estes são os vereadores eleitos nas eleições de 3 de outubro de 2004, pelo período de 1° de janeiro de 2005 a 31 de dezembro de 2008:
|   | Nome                                                            | Partido                              | Votos | %    | Observações |
| - | --------------------------------------------------------------- | ------------------------------------ | ----- | ---- | ----------- |
| 1 | Ademir Loureiro de Almeida (Fundão, 19.02.1954–)                | Partido Trabalhista Brasileiro (PTB) | 376   | 4,08 | 2º mandato  |
| 2 | Eloízio Tadeu Rodrigues Fraga (2007-2008) (Fundão, 19.04.1958–) | Partido Popular Socialista (PPS)     | 336   | 3,65 | 4º mandato  |
| 3 | Claydson Pimentel Rodrigues (Vitória, 19.03.1980–)              | Partido Socialista Brasileiro (PSB)  | 326   | 3,54 | 1º mandato  |
| 4 | Ailson Abreu Ramos (Iúna, 26.02.1966–)                          | Partido Social Cristão (PSC)         | 308   | 3,34 | 3º mandato  |
| 5 | Edson Onofre, Edinho (Colatina, 09.07.1965–)                    | Partido dos Trabalhadores (PT)       | 303   | 3,29 | 2º mandato  |
| 6 | Afonso Duarte do Nascimento Neto (Fundão, 19.04.1950–)          | Partido Popular Socialista (PPS)     | 296   | 3,21 | 1º mandato  |
| 7 | Carlos Augusto Souto Pimentel (Vitória, 02.06.1959–)            | Partido Progressista (PP)            | 266   | 2,89 | 2º mandato  |
| 8 | André Luiz Rangel Ribeiro (Vitória, 02.08.1978–)                | Partido Verde (PV)                   | 223   | 2,42 | 1º mandato  |
| 9 | Carlos Henrique Dalapícola (2005-2006) (Fundão, 06.04.1968–)    | Partido Popular Socialista (PPS)     | 212   | 2,30 | 2º mandato  |

## 15ª legislatura (2001–2004)
Estes são os vereadores eleitos nas eleições de 1º de outubro de 2000, pelo período de 1° de janeiro de 2001 a 31 de dezembro de 2004:
|    | Nome                                                            | Partido                                            | Votos | %    | Observações |
| -- | --------------------------------------------------------------- | -------------------------------------------------- | ----- | ---- | ----------- |
| 1  | Maria Dulce Rudio Soares                                        | Partido Progressista Brasileiro (PPB)              | 410   | 5,12 | 1º mandato  |
| 2  | Carlos Augusto Souto Pimentel (Vitória, 02.06.1959–)            | Partido da Social Democracia Brasileira (PSDB)     | 337   | 4,21 | 1º mandato  |
| 3  | Carlos Henrique Dalapícola (Fundão, 06.04.1968–)                | Partido do Movimento Democrático Brasileiro (PMDB) | 319   | 3,99 | 1º mandato  |
| 4  | Eloízio Tadeu Rodrigues Fraga (2002-2004) (Fundão, 19.04.1958–) | Partido da Frente Liberal (PFL)                    | 304   | 3,80 | 3º mandato  |
| 5  | Edson Onofre, Edinho (Colatina, 09.07.1965–)                    | Partido do Movimento Democrático Brasileiro (PMDB) | 294   | 3,67 | 1º mandato  |
| 6  | Ozair Ribeiro (2001-2002) (Ibiraçu, 22.02.1938–)                | Partido da Frente Liberal (PFL)                    | 274   | 3,42 | 3º mandato  |
| 7  | Wilson Gasparini Bromonschenkel, Alemão (Fundão, 28.05.1964–)   | Partido da Frente Liberal (PFL)                    | 272   | 3,40 | 1º mandato  |
| 8  | Benedito de Jesus Pimentel, Bené (Fundão, 04.01.1963–)          | Partido Trabalhista Brasileiro (PTB)               | 264   | 3,30 | 1º mandato  |
| 9  | Alvino Kohler (Itueta, 31.07.1957–)                             | Partido da Mobilização Nacional (PMN)              | 251   | 3,14 | 1º mandato  |
| 10 | Emagnor Ferreira Gomes (Ibiraçu, 15.11.1942–)                   | Partido da Social Democracia Brasileira (PSDB)     | 213   | 2,66 | 2º mandato  |
| 11 | Ailson Abreu Ramos (Iúna, 26.02.1966–)                          | Partido do Movimento Democrático Brasileiro (PMDB) | 209   | 2,61 | 2º mandato  |
| 12 | Carlos Roberto Pereira, Beto (Tumiritinga, 16.10.1949–)         | Partido do Movimento Democrático Brasileiro (PMDB) | 202   | 2,52 | 3º mandato  |
| 13 | Gilson Luiz de Carli (Fundão, 09.04.1953–)                      | Partido Progressista Brasileiro (PPB)              | 177   | 2,21 | 1º mandato  |

## 14ª legislatura (1997–2000)
Estes são os vereadores eleitos nas eleições de 3 de outubro de 1996, pelo período de 1° de janeiro de 1997 a 31 de dezembro de 2000:

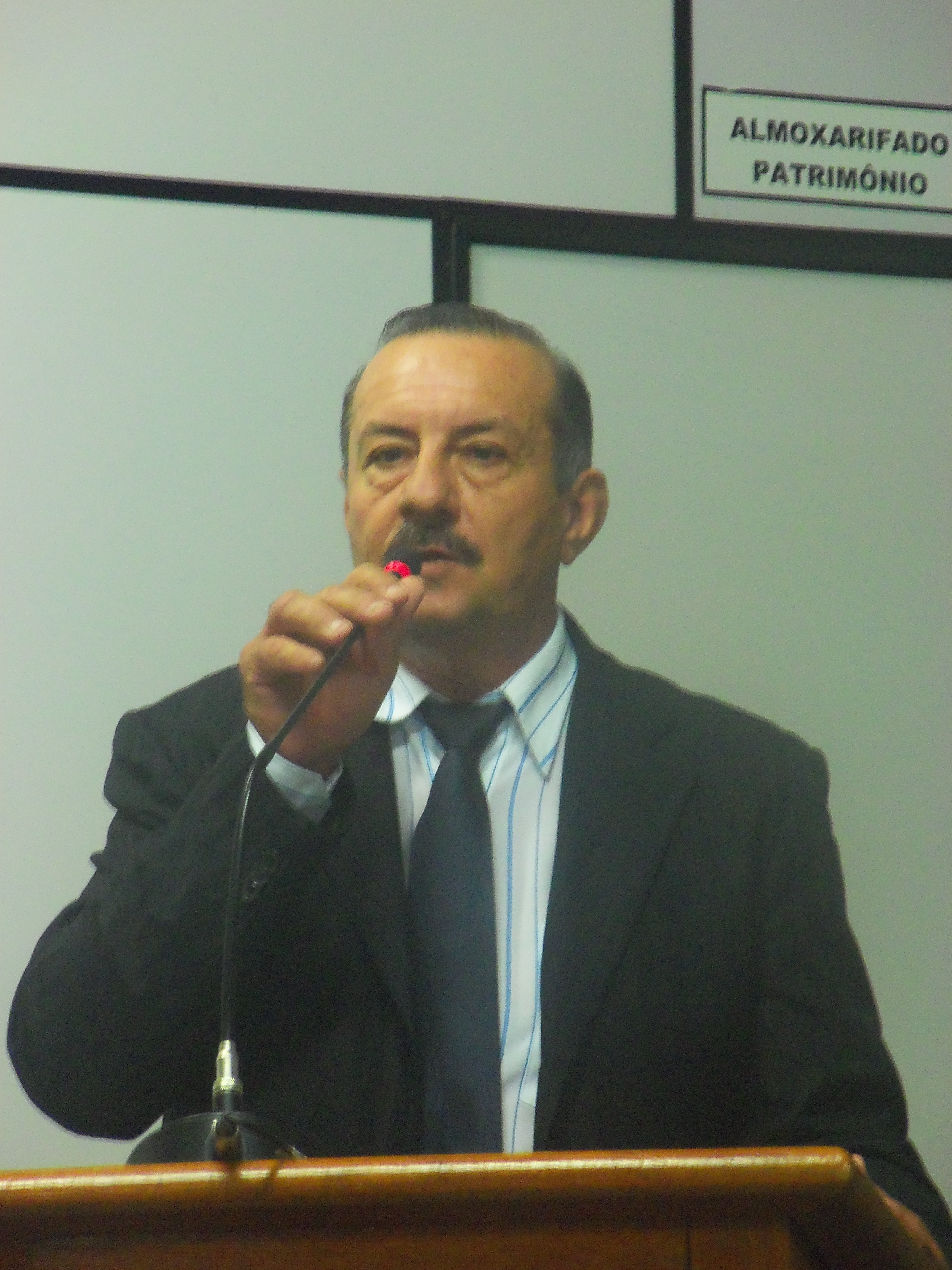
Luiz Carlos Scaquetti

|    | Nome                                                    | Partido                                            | Votos | %    | Observações |
| -- | ------------------------------------------------------- | -------------------------------------------------- | ----- | ---- | ----------- |
| 1  | Carlos Augusto Tofoli, Prói (Fundão, 13.03.1961–)       | Partido da Mobilização Nacional (PMN)              | 429   | 5,34 | 2º mandato  |
| 2  | Eloízio Tadeu Rodrigues Fraga (Fundão, 19.04.1958–)     | Partido da Social Democracia Brasileira (PSDB)     | 367   | 4,57 | 2º mandato  |
| 3  | Raimundo Soares da Consolação (Mantena, 17.12.1955–)    | Partido do Movimento Democrático Brasileiro (PMDB) | 309   | 3,85 | 2º mandato  |
| 4  | Ademir Loureiro de Almeida (Fundão, 19.02.1954–)        | Partido dos Trabalhadores (PT)                     | 306   | 3,81 | 1º mandato  |
| 5  | Erildo Pedrini                                          | Partido Popular Socialista (PPS)                   | 285   | 3,55 | 2º mandato  |
| 6  | Ailson Abreu Ramos (Iúna, 26.02.1966–)                  | Partido dos Trabalhadores (PT)                     | 285   | 3,55 | 1º mandato  |
| 7  | Erenildo Pinto Borges, Neném (Serra, 13.03.1951–)       | Partido da Mobilização Nacional (PMN)              | 270   | 3,36 | 2º mandato  |
| 8  | Carlos Roberto Pereira, Beto (Tumiritinga, 16.10.1949–) | Partido da Mobilização Nacional (PMN)              | 235   | 2,93 | 2º mandato  |
| 9  | Carlos Alberto Rangel Mercier                           | Partido do Movimento Democrático Brasileiro (PMDB) | 230   | 2,86 | 1º mandato  |
| 10 | Ozair Ribeiro (1997-2000) (Ibiraçu, 22.02.1938–)        | Partido da Social Democracia Brasileira (PSDB)     | 206   | 2,56 | 2º mandato  |
| 11 | Waldecy Moheng (Santa Leopoldina, 13.07.1959–)          | Partido Popular Socialista (PPS)                   | 197   | 2,45 | 1º mandato  |
| 12 | Luiz Carlos Scaquetti (Santa Teresa, 15.08.1953–)       | Partido da Mobilização Nacional (PMN)              | 194   | 2,42 | 1º mandato  |
| 13 | Mário Garcia (Ibiraçu, 16.04.1938–)                     | Partido da Social Democracia Brasileira (PSDB)     | 188   | 2,34 | 3º mandato  |

## 13ª legislatura (1993–1996)
Estes são os vereadores eleitos nas eleições de 3 de outubro de 1992, pelo período de 1° de janeiro de 1993 a 31 de dezembro de 1996:
|    | Nome                                                         | Partido                                        | Votos | Observações |
| -- | ------------------------------------------------------------ | ---------------------------------------------- | ----- | ----------- |
| 1  | Marcos Fernando Moraes, Marquinhos                           | Partido Democrático Trabalhista (PDT)          | 367   | 2º mandato  |
| 2  | Ozair Ribeiro (Ibiraçu, 22.02.1938–)                         | Partido Democrático Trabalhista (PDT)          | 249   | 1º mandato  |
| 3  | Carlos Augusto Tofoli, Prói (Fundão, 13.03.1961–)            | Partido da Social Democracia Brasileira (PSDB) | 237   | 1º mandato  |
| 4  | Rolland Azevedo Rodrigues (Santa Leopoldina, 28.01.1939–)    | Partido Democrático Trabalhista (PDT)          | 219   | 2º mandato  |
| 5  | Carlos Roberto Pereira, Beto (Tumiritinga, 16.10.1949–)      | Partido Democrata Cristão (PDC)                | 217   | 1º mandato  |
| 6  | Eloízio Tadeu Rodrigues Fraga (Fundão, 19.04.1958–)          | Partido da Social Democracia Brasileira (PSDB) | 211   | 1º mandato  |
| 7  | Ueliton Luiz Tonini (1995-1996)                              | Partido Democrático Trabalhista (PDT)          | 207   | 1º mandato  |
| 8  | Carlos Edi de Oliveira (1993-1994)                           | Partido Democrático Trabalhista (PDT)          | 179   | 1º mandato  |
| 9  | Erenildo Pinto Borges, Neném (Serra, 13.03.1951–)            | Partido Democrático Trabalhista (PDT)          | 166   | 1º mandato  |
| 10 | Emagnor Ferreira Gomes (Ibiraçu, 15.11.1942–)                | Partido da Social Democracia Brasileira (PSDB) | 166   | 1º mandato  |
| 11 | Aloísio Miranda Nascimento (Fundão, 12.04.1955–)             | Partido Democrático Trabalhista (PDT)          | 151   | 1º mandato  |
| 12 | Milton dos Santos Filho, Tinho (Belo Horizonte, 16.01.1959–) | Partido da Frente Liberal (PFL)                | 150   | 1º mandato  |
| 13 | Raimundo Soares da Consolação (Mantena, 17.12.1955–)         | Partido Democrático Trabalhista (PDT)          | 136   | 1º mandato  |

## 12ª legislatura (1989–1992)
Estes são os vereadores eleitos nas eleições de 15 de novembro de 1988, pelo período de 1° de janeiro de 1989 a 31 de dezembro de 1992:

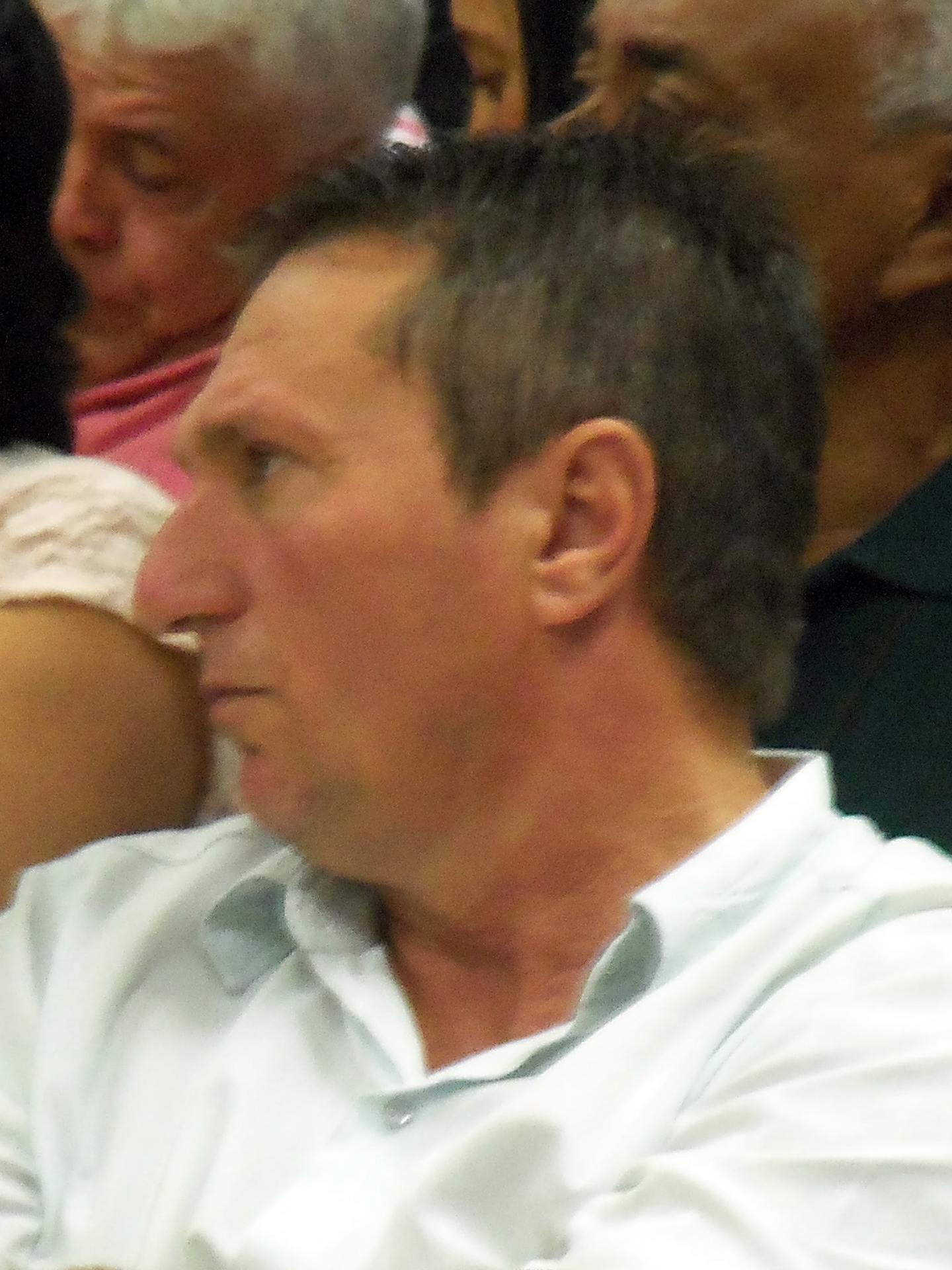
Marcos Fernando Moraes, o Marquinhos

|    | Nome                                                      | Partido                                            | Votos | Observações |
| -- | --------------------------------------------------------- | -------------------------------------------------- | ----- | ----------- |
| 1  | Marcos Fernando Moraes, Marquinhos                        | Partido Democrático Social (PDS)                   | 300   | 1º mandato  |
| 2  | Paulo Miguel Rangel Ribeiro (1989-1990)                   | Partido do Movimento Democrático Brasileiro (PMDB) | 233   | 1º mandato  |
| 3  | Pedro Paulo Palauro                                       | Partido do Movimento Democrático Brasileiro (PMDB) | 225   | 1º mandato  |
| —  | Asturiano Benito Castaño (1991-1992)                      | Partido do Movimento Democrático Brasileiro (PMDB) | 100   | 3º mandato  |
| 4  | José Ribeiro Braga Júnior                                 | Partido da Frente Liberal (PFL)                    | 219   | 2º mandato  |
| 5  | Valmir Casoti                                             | Partido Democrata Cristão (PDC)                    | 217   | 1º mandato  |
| 6  | Rolland Azevedo Rodrigues (Santa Leopoldina, 28.01.1939–) | Partido do Movimento Democrático Brasileiro (PMDB) | 202   | 1º mandato  |
| 7  | Edilson Duarte do Nascimento                              | Partido do Movimento Democrático Brasileiro (PMDB) | 191   | 1º mandato  |
| 8  | Carlúcio Rocha Nunes                                      | Partido da Frente Liberal (PFL)                    | 158   | 1º mandato  |
| 9  | Rômulo Eduardo Pereira                                    | Partido Democrático Social (PDS)                   | 158   | 1º mandato  |
| 10 | Ivo Niero (Fundão, 18.05.1946–)                           | Partido da Frente Liberal (PFL)                    | 151   | 1º mandato  |
| 11 | Valdemar José Gustavo                                     | Partido Democrático Social (PDS)                   | 147   | 1º mandato  |
| 12 | Miguel Severino Caldeira                                  | Partido Democrata Cristão (PDC)                    | 134   | 1º mandato  |
| 13 | Mário Sérgio Polastrelli                                  | Partido do Movimento Democrático Brasileiro (PMDB) | 116   | 1º mandato  |

## 11ª legislatura (1983–1988)
Estes são os vereadores eleitos nas eleições de 15 de novembro de 1982, pelo período de 1° de fevereiro de 1983 a 31 de dezembro de 1988:
|   | Nome                                                                         | Partido                                            | Votos | Observações |
| - | ---------------------------------------------------------------------------- | -------------------------------------------------- | ----- | ----------- |
| 1 | João Batista Médici Bermudes (1983-1984) e (1987-1988) (Fundão, 07.02.1954–) | Partido do Movimento Democrático Brasileiro (PMDB) | 352   | 1º mandato  |
| 2 | José Ribeiro Braga Júnior                                                    | Partido Democrático Social (PDS)                   | 329   | 1º mandato  |
| 3 | Antônio Nunes Ferreira                                                       | Partido Democrático Social (PDS)                   | 297   | 1º mandato  |
| 4 | Erildo Pedrini (1985-1986)                                                   | Partido do Movimento Democrático Brasileiro (PMDB) | 284   | 1º mandato  |
| 5 | Valquimar de Souza Borges                                                    | Partido do Movimento Democrático Brasileiro (PMDB) | 269   | 1º mandato  |
| 6 | Carlos Alberto Pimentel                                                      | Partido Democrático Social (PDS)                   | 253   | 1º mandato  |
| 7 | Mário Garcia (1987) (Ibiraçu, 16.04.1938–)                                   | Partido do Movimento Democrático Brasileiro (PMDB) | 253   | 2º mandato  |

## 10ª legislatura (1977–1983)
Estes são os vereadores eleitos nas eleições de 15 de novembro de 1976:
|   | Nome                               | Partido                                | Votos | Observações |
| - | ---------------------------------- | -------------------------------------- | ----- | ----------- |
| 1 | Dilda Fraga Rocha (1977-1978)      | Aliança Renovadora Nacional (ARENA)    | 248   | 2º mandato  |
| 2 | Nilza Espíndula Carvalho           | Movimento Democrático Brasileiro (MDB) | 240   | 1º mandato  |
| 3 | Henrique Broseghini                | Movimento Democrático Brasileiro (MDB) | 223   | 2º mandato  |
| 4 | Theobaldo da Silva Rocha           | Aliança Renovadora Nacional (ARENA)    | 198   | 1º mandato  |
| 5 | Próspero Marcelino Médici          | Movimento Democrático Brasileiro (MDB) | 184   | 4º mandato  |
| 6 | Walmir Baptista Puppin (1981-1982) | Aliança Renovadora Nacional (ARENA)    | 180   | 2º mandato  |
| 7 | Rubens Vieira Mattos (1979-1980)   | Aliança Renovadora Nacional (ARENA)    | 170   | 1º mandato  |

## 9ª legislatura (1973–1977)
Estes são os vereadores eleitos nas eleições de 15 de novembro de 1972:
|   | Nome                                       | Partido                                | Votos | Observações |
| - | ------------------------------------------ | -------------------------------------- | ----- | ----------- |
| 1 | Orly Ramos                                 | Aliança Renovadora Nacional (ARENA)    | 277   | 2º mandato  |
| 2 | Floriano Médici (1975-1976)                | Movimento Democrático Brasileiro (MDB) | 236   | 3º mandato  |
| 3 | Dilda Fraga Rocha                          | Aliança Renovadora Nacional (ARENA)    | 224   | 1º mandato  |
| 4 | Mário Garcia (Ibiraçu, 16.04.1938–)        | Movimento Democrático Brasileiro (MDB) | 185   | 1º mandato  |
| 5 | Walmir Baptista Puppin                     | Aliança Renovadora Nacional (ARENA)    | 183   | 1º mandato  |
| 6 | Roque Tonini                               | Movimento Democrático Brasileiro (MDB) | 183   | 1º mandato  |
| 7 | João Aloísio Rodrigues Cuzzuol (1973-1974) | Aliança Renovadora Nacional (ARENA)    | 156   | 1º mandato  |

## 8ª legislatura (1971–1973)
Estes são os vereadores eleitos nas eleições de 15 de novembro de 1970:
|   | Nome                                         | Observações |
| - | -------------------------------------------- | ----------- |
| 1 | Asturiano Benito Castaño                     | 2º mandato  |
| 2 | Floriano Médici                              | 2º mandato  |
| 3 | Guilherme Kley                               | 1º mandato  |
| 4 | Jasson Rodrigues Sarmento                    | 4º mandato  |
| 5 | José Fernando Meirelles Pimentel (1971-1972) | 2º mandato  |
| 6 | Manoel Pereira de Alvarenga Neto             | 2º mandato  |
| 7 | Orly Ramos                                   | 1º mandato  |
| 8 | Sebastião Carreta (Fundão, 20.01.1934–)      | 1º mandato  |

## 7ª legislatura (1967–1971)
Estes são os vereadores eleitos nas eleições de 15 de novembro de 1966:
|   | Nome                             | Partido                                | Observações |
| - | -------------------------------- | -------------------------------------- | ----------- |
| 1 | Antenor Neto                     | Aliança Renovadora Nacional (ARENA)    | 2º mandato  |
| 2 | Asturiano Benito Castaño         | Movimento Democrático Brasileiro (MDB) | 1º mandato  |
| 3 | Dilton Lyrio Netto               | Movimento Democrático Brasileiro (MDB) | 1º mandato  |
| 4 | Durval Duarte do Nascimento      | Aliança Renovadora Nacional (ARENA)    | 5º mandato  |
| 5 | Floriano Médici                  | Movimento Democrático Brasileiro (MDB) | 1º mandato  |
| 6 | José Fernando Meirelles Pimentel | Aliança Renovadora Nacional (ARENA)    | 1º mandato  |
| 7 | José Ribeiro Mattos (1967-1968)  | Aliança Renovadora Nacional (ARENA)    | 3º mandato  |
| 8 | Manoel Pereira de Alvarenga Neto | Aliança Renovadora Nacional (ARENA)    | 1º mandato  |
| 9 | Orlando Pedrini (1969-1970)      | Aliança Renovadora Nacional (ARENA)    | 1º mandato  |

## 6ª legislatura (1963–1967)
Estes são os vereadores eleitos nas eleições de 7 de outubro de 1962:
|   | Nome                                |
| - | ----------------------------------- |
| 1 | Alcyr Miranda Costa (1963-1964)     |
| 2 | Antenor Neto                        |
| 3 | Antônio Álvaro Pimentel (1965-1966) |
| 4 | Antônio da Rocha Ribeiro            |
| 5 | Clímaco Rodrigues de Freitas        |
| 6 | Durval Duarte do Nascimento         |
| 7 | Silvestre José Tótola               |

## 5ª legislatura (1959–1962)

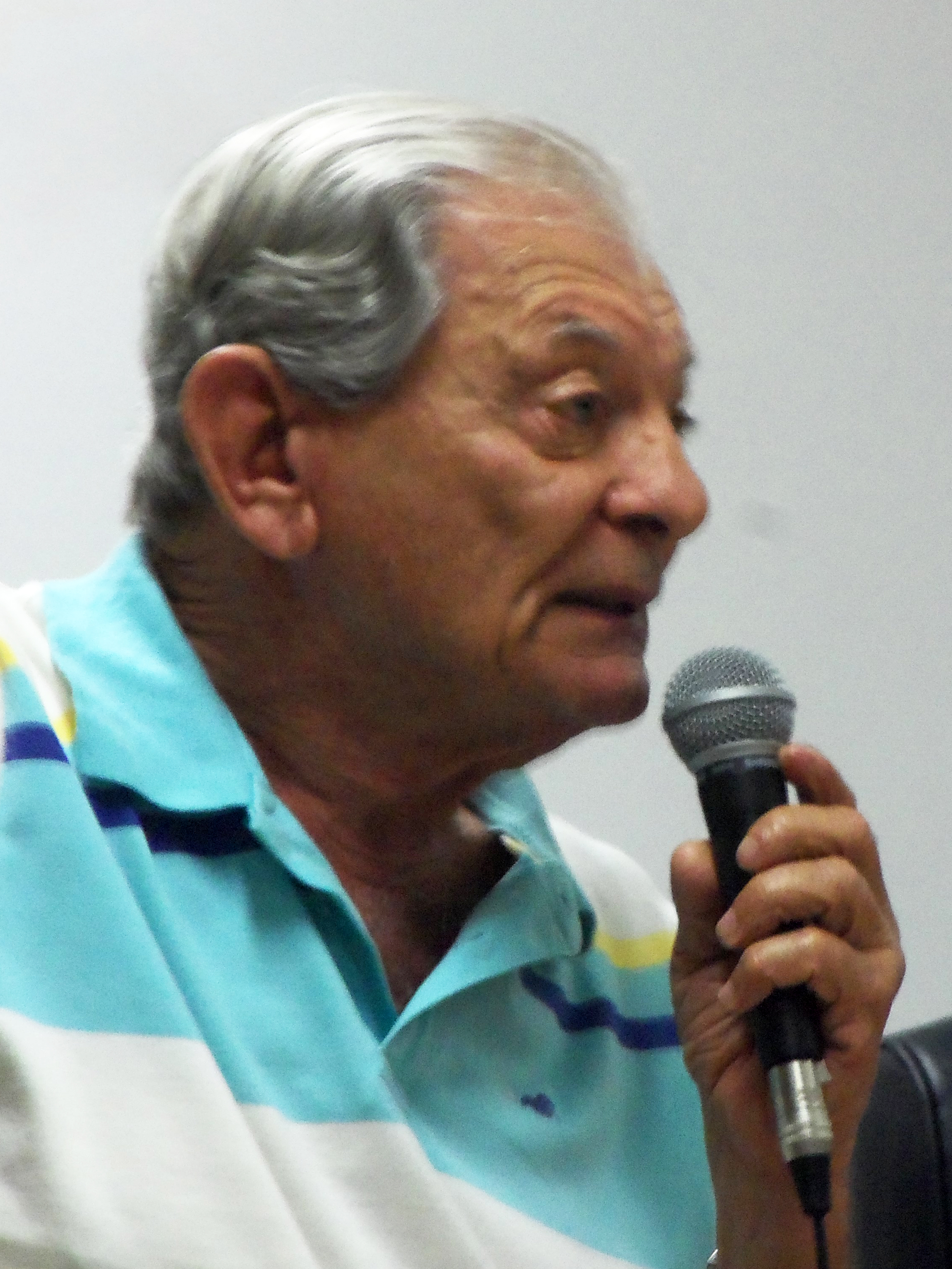
Clério Zuccolotto

Estes são os vereadores eleitos nas eleições de 7 de outubro de 1958:
|   | Nome                                  |
| - | ------------------------------------- |
| 1 | Alexandrino Pedro de Carli            |
| 2 | Antônio Álvaro Pimentel               |
| 3 | Clério Aniceto Bermudes               |
| 4 | Clério Zuccolotto                     |
| 5 | Durval Duarte do Nascimento           |
| 6 | Jasson Rodrigues Sarmento (1959-1962) |
| 7 | Luiz Siqueira Meirelles               |
| 8 | Miguel Nunes do Nascimento            |
| 9 | Próspero Marcelino Médici             |

## 4ª legislatura (1955–1958)
Estes são os vereadores eleitos nas eleições de 3 de outubro de 1954:
|   | Nome                                    |
| - | --------------------------------------- |
| 1 | Alexandrino Pedro de Carli              |
| 2 | Durval Duarte do Nascimento             |
| 3 | Eudete de Sousa Cruz                    |
| 4 | Flodoaldo Rodrigues Pereira (1957-1958) |
| 5 | Henrique Broseghini                     |
| 6 | José Ribeiro Mattos (1955-1956)         |
| 7 | Kleber Nascimento Ferreira              |
| 8 | Luiz Siqueira Meirelles                 |
| 9 | Próspero Marcelino Médici               |

## 3ª legislatura (1951–1954)
Estes são os vereadores eleitos nas eleições de 3 de outubro de 1950:
|   | Nome                            |
| - | ------------------------------- |
| 1 | Antônio Álvaro Pimentel         |
| 2 | Durval Duarte do Nascimento     |
| 3 | Emanuel Pissarra do Nascimento  |
| 4 | Galba Inácio Ferreira           |
| 5 | Jasson Rodrigues Sarmento       |
| 6 | José Ribeiro Mattos (1951-1954) |
| 7 | Luiz Siqueira Meirelles         |
| 8 | Otacílio Bermudes               |
| 9 | Próspero Marcelino Médici       |

## 2ª legislatura (1948–1949)
Estes são os vereadores eleitos nas eleições de 19 de janeiro de 1947:
|   | Nome                                |
| - | ----------------------------------- |
| 1 | Alcino da Costa Carvalho            |
| 2 | Américo Bittencourt                 |
| 3 | Ibernon Rodrigues Pereira           |
| 4 | Jasson Rodrigues Sarmento           |
| 5 | Luiz Porfírio de Farias (1948-1949) |
| 6 | Manoel de Almeida Mattos            |
| 7 | Manoel Nunes Pereira                |
| 8 | Manoel Pissarra do Nascimento       |
| 9 | Otacílio Bermudes                   |

## 1ª legislatura (1936–1937)
Estes são os vereadores eleitos nas eleições de 15 de dezembro de 1935:
|   | Nome                          | Partido                    |
| - | ----------------------------- | -------------------------- |
| 1 | Eloy Pereira de Miranda       | Partido Social Democrático |
| 2 | Enéas Castor Ferreira         | Partido Social Democrático |
| 3 | Eugênio Lyrio Costa           |                            |
| 4 | Ibernon Rodrigues Pereira     |                            |
| 5 | João de Alvarenga Lyra        |                            |
| 6 | João Lyrio Costa (1936-1937)  | Partido Social Democrático |
| 7 | Manoel Pissarra do Nascimento |                            |

## Legislatura de 1928
|   | Nome                        |
| - | --------------------------- |
| 1 | Antônio da Costa Muniz      |
| 2 | Hermínio Jorge de Castro    |
| 3 | Hipólito Agostini           |
| 4 | José Ribeiro Braga          |
| 5 | Manoel Francisco Feu Subtil |